# Gambulu
Gambulu (auch Tür von Elam, Wasserland) war eine aramäische Region, die der assyrische König Sargon II. nach seiner Eroberung Babyloniens als östlich-babylonische Provinzverwaltung in Südmesopotamien einrichtete:

„Ich (Sargon)...unterwarf Marduk-apla-iddina II., den König von Kaldu, welcher am Ufer des Salzwassers wohnte, ...sein ganzes großes Land teilte ich zu gleichen Teilen auf und gab es in die Hände meiner Beamten, der Statthalter von Babylon und Gambulu.“

Gambulu lag zwischen Ur sowie dem Fluss Kercha (Uknu) in unmittelbarer Nähe zur östlichen Grenze von Elam und grenzte in Babylonien westlich an das Meerland, südlich an Bit Jakin und nördlich an Puqudu. Es gehörte zum Verbund der Stämme von Kaldu.
Der Name Gambulu bezog sich jedoch nicht auf den Gründerfürst, sondern auf die Landschaft. Nach Sargons Feldzug zählte Gambulu als assyrische Provinz zum Hoheitsgebiet von Assyrien. Etwas später unterteilte Sargon II. Gambulu in sechs Bezirke: Tarburgati, Ḫubaqanu, Timassunu, Pašur, Ḫiritu und Ḫilmu. Die Hauptstadt von Gambulu führte den Namen Dur-Athara; Sargon II. nannte sie später Dur-Nabu.
Assurbanipal brachte in seinem dritten palû (655 v. Chr.) in dem Feldzug gegen Elam Beute aus Gambulu nach Aššur: Die verbleibenden Söhne des Bel-iqiša, seine Verwandten und Familienangehörigen, rebellische Banden/Banditen (urbī), die Einwohner des Landes Gambulu, Rinder, Schafe und Ziegen.

## Regenten von Gambulu
- Bunanu, unter Asarhaddon
- Bel-iqiša (Heimatstadt Sapibel), Sohn des Bunanu, unter Asarhaddon und Assurbanipal
- Dunanu, Sohn des Bel-iqiša, unter Assurbanipal
- Sam'gunu, Sohn des Bel-iqiša, unter Assurbanipal
- Nabu-šumi-ereš, unter Assurbanipal
- Nabonid, Sohn des Nabu-šumi-ereš, unter Assurbanipal
- Beletir, Sohn des Nabu-šumi-ereš, unter Assurbanipal
- Marduk-šarri-usur, unter Nebukadnezar II. (573 v. Chr.)
- Zeria, unter Nebukadnezar II. (569 v. Chr.)